# Романково (Псковська область)
Романково (рос. Романково) — присілок в Палкінському районі Псковської області Російської Федерації.
Населення становить 68 осіб. Входить до складу муніципального утворення Качановська волость.

## Історія
Від 2015 року входить до складу муніципального утворення Качановська волость.

## Населення
| 2001 | 2002 | 2010 | 2016 |
| ---- | ---- | ---- | ---- |
| 47   | ↘39  | ↗42  | ↗68  |